# Siklós vasútállomás
Siklós vasútállomás egy Baranya vármegyei vasútállomás, melyet a MÁV üzemeltet Siklós városában. Jelenleg a személyszállítás szünetel.

## Vasútvonalak
Az állomást az alábbi vasútvonalak érintik:
- Középrigóc–Villány-vasútvonal

## Kapcsolódó állomások
A vasútállomáshoz az alábbi állomások vannak a legközelebb:
- Siklósi szőlők megállóhely (Középrigóc–Villány-vasútvonal)
- Nagyharsány vasútállomás (Középrigóc–Villány-vasútvonal)

## Forgalom
A vasútállomáson és vele együtt a vasútvonalon a személyszállítás 2007. március 4-e óta szünetel.

## Megközelítése
Az állomás Siklós észak-keleti szélén helyezkedik el, közúti elérését a központ felől a helyi Táncsics Mihály utca és Vasút utca teszi lehetővé, de megközelíthető a város északi elkerülője (az 5701-es út) felől is, az 5711-es úttal alkotott körforgalmú csomópontjában délnyugatnak letérve.